# توم ديفيز (لاعب كرة قدم أمريكية)
توم ديفيز (بالإنجليزية: Tom Davies)‏ هو لاعب كرة قدم أمريكية أمريكي، ولد في 14 أكتوبر 1896 في بيتسبرغ في الولايات المتحدة، وتوفي في 29 فبراير 1972.